# Ireneusz Kiejda
Ireneusz Kiejda (ur. 30 stycznia 1964 w Rejowcu) – polski judoka, olimpijczyk, dwukrotny mistrz Polski.
Ukończył II Liceum Ogólnokształcące im. Jana Śniadeckiego w Kielcach. Od 1977 roku występował w barwach Lechii Kielce. W 1985 roku sięgnął po pierwszy medal Mistrzostw Polski stając na trzecim stopniu podium. W kolejnym turnieju zajął drugie miejsce, a w zawodach w 1987 i 1988 roku zdobył złoty medal. W 1989 wywalczył brązowy krążek w kategorii 65 kg na zawodach w Opolu. W 1987 roku wygrał także Międzynarodowy Turnieju Warszawski i otrzymał w nim nagrodę dla najlepszego polskiego zawodnika.
Jako zawodnik Wisły Kraków wziął udział w Igrzyskach Olimpijskich 1988 w Seulu. Wystartował w kategorii 60 kg, w której przegrał w pierwszej kolejce, odpadając tym samym z rywalizacji.